# Sexrobot
Sexrobot är en robot med mänskliga drag, ansikte och kropp. Dess syfte är att människor ska kunna ha sexuella relationer med dem.
Det är ett område inom robotiken som är under utveckling, men som också mött kritik och skepsis. Ett flertal företag satsar stora resurser inom området och en sorts kapplöpning pågår mot en robot som människor på riktigt skulle kunna finna sexuellt nöje i att interagera med. Några robotforskare som är särskilt kritiska till dessa satsningar har gått samman i en motkampanj.

## Kapplöpningen inom sexrobotbranschen
Under slutet av 2017 beräknades "Harmony", en sexdocka med priset 15 000 dollar, vara ute på marknaden till öppen försäljning. Harmony är en robot som påminner om en verklig människa och som bland annat kan tala och skämta, blinka, rodna, röra sig och citera William Shakespeare. Det ska också vara möjligt att ha fysiskt sex med Harmony.

## Kritik
Ett antal robotforskare som är kritiska till satsningen på sexrobotar har gått ihop i en motkampanj. Med i kampanjen, "Campaign Against Sex Robots", finns bland andra robotforskaren Erik Billing vid högskolan i Skövde och etikforskaren Kathleen Richardson vid De Montfort University i Leicester.